# Takashi Shimoda
Takashi Shimoda (Minami-ku, 28 de novembro de 1975) é um ex-futebolista profissional japonês, goleiro, militou por toda carreira no Sanfrecce Hiroshima.

## Carreira
Takashi Shimoda representou a Seleção Japonesa de Futebol nas Olimpíadas de 1996.
Ele integrou a Seleção Japonesa de Futebol na Copa da Ásia de 2000 no Líbano, sendo campeão.

## Títulos
Japão
- Copa da Ásia: 2000